# ヘフェルソン・オレフエラ
ヘフェルソン・ガブリエル・オレフエラ・イスキエルド（Jefferson Gabriel Orejuela Izquierdo, 1993年2月14日 - ）は、エクアドル・エスメラルダス県サン・ロレンソ出身の同国代表サッカー選手。CSエメレク所属。ポジションはMF（守備的ミッドフィールダー）。

## クラブ歴
インデペンディエンテ・デル・バジェの下部組織出身。2012年3月29日にトップチームで初出場となる。
2017年にチームメイトのフニオール・ソルノサとともにフルミネンセFCに移籍。2018年シーズンにLDUキトに期限付き移籍し、リーグ制覇に貢献。2シーズンで公式戦合計87試合に出場した。
2020年1月10日、リーガMXのケレタロFCと契約。
2020年7月23日よりバルセロナSCへのローンでプレーしたが、スタメン出場は3試合に止まった。
2021年1月19日、CSエメレクへシーズンローンとなり再び母国でプレーする。

## 代表歴
2016年10月6日に2018 FIFAワールドカップ・南米予選のチリ戦でエクアドル代表として初出場。1-2で敗れ本大会出場を逃すと、首都キトで代表のチームメイトと共にパーティーに参加したとしてエクアドルサッカー連盟から追放処分を受けたと報道された。

## タイトル
LDUキト
- セリエA : 2018
- コパ・エクアドル : 2019

バルセロナSC
- セリエA : 2020